# Подхрадје (Мартин)
Подхрадје (слч. Podhradie) насељено је мјесто са административним статусом сеоске општине (слч. obec) у округу Мартин, у Жилинском крају, Словачка Република.

## Становништво
| Година:    | 1994. | 2004.   | 2014.   | 2024.   |
| ---------- | ----- | ------- | ------- | ------- |
| Број људи: | 715   | 688     | 668     | 679     |
| Разлика:   |       | -3,77 % | -2,90 % | +1,64 % |

| Година:    | 2023. | 2024.   |
| ---------- | ----- | ------- |
| Број људи: | 676   | 679     |
| Разлика:   |       | +0,44 % |

Према подацима о броју становника из 2011. године насеље је имало 665 становника.